# François Imbeau-Dulac
François Imbeau-Dulac (* 9. Dezember 1990 in Vanier) ist ein kanadischer Wasserspringer. Er startet für den Verein CAMO Montreal im 1-m- und 3-m-Kunstspringen und im 3-m-Synchronspringen, trainiert wird er von Aaron Dziver.
Imbeau-Dulac kam mit neun Jahren zum Wasserspringen. Erste Erfolge stellten sich im Jahr 2008 ein. Vom 1-m-Brett errang er seinen ersten nationalen Meistertitel im Erwachsenenbereich, bei der Juniorenweltmeisterschaft belegte er im 3-m-Synchronspringen zudem Rang fünf. Seine ersten internationalen Titelkämpfe im Erwachsenenbereich bestritt er im Jahr 2011. Bei den Panamerikanischen Spielen in Guadalajara wurde er vom 3-m-Brett Fünfter, bei der Weltmeisterschaft 2011 in Shanghai schied er vom 1-m- und 3-m-Brett jeweils nach dem Vorkampf aus. 2012 konnte sich Imbeau-Dulac bei den nationalen Meisterschaften mit einem zweiten Platz vom 3-m-Brett für seine ersten Olympischen Spiele in London qualifizieren.